# Il ballo del conte d'Orgel
Il ballo del conte d'Orgel è un romanzo di Raymond Radiguet, uscito postumo nel 1924 grazie all'edizione e la curatela di Jean Cocteau.

## Trama
Il conte Anne d'Orgel e sua moglie la contessa Mahaut d'Orgel, sono una ricca coppia parigina che, durante gli anni venti, organizzano diversi ricevimenti e feste nel loro salon in rue de l'Université. Fra i diversi invitati, oltre a Mirza, un principe persiano, la principessa d'Austerlitz e Naroumof, nobile russo esiliato a causa della Rivoluzione d'ottobre, c'è anche Francesco de Seryeuse, ultimo erede di un'antica stirpe nobiliare. Quest'ultimo si innamora della contessa d'Orgel la quale, pur innamorata del marito - un uomo fatuo e superficiale - cederà alle lusinghe dell'ospite.

## Adattamenti
Nel 1970 Marc Allégret realizza un film, con Jean-Claude Brialy, nel ruolo di Anne d'Orgel, e Sylvie Fennec in quello di Mahaut.

## Edizioni
- Il ballo del conte d'Orgel, traduzione di Emanuela Gatti, Alberto Peruzzi Editore 1986
- Il ballo del conte d'Orgel, traduzione di Enrico Emanuelli, Milano, Oscar Mondadori 1975